# Pseudima panamensis
Pseudima panamensis är en kinesträdsväxtart som beskrevs av Thomas Bernard Croat. Pseudima panamensis ingår i släktet Pseudima och familjen kinesträdsväxter. Inga underarter finns listade i Catalogue of Life.